# Omvänd transkription
Omvänd transkription innebär att information överförs från RNA till DNA istället för tvärtom som under vanlig transkription. Framför allt retrovirus använder sig av denna process för att kunna överföra sitt RNA-baserade genom till dubbelsträngat DNA, dsDNA. Virionens dsDNA kan därmed sättas ihop med värdcellens DNA som också består av dsDNA. Virusets genom transkriberas sedan av värdcellen till mRNA. Processen katalyseras av enzymet omvänt transkriptas, och enkelsträngat DNA används som intermediat.